# Казаев, Иван Абрамович
Ива́н Абра́мович Каза́ев (9 февраля 1913, Турхановка, Бугурусланский уезд, Оренбургская губерния, Российская империя — 13 мая 1991, Бугуруслан, Оренбургская область, СССР) — советский военнослужащий, старшина, участник Великой Отечественной войны, Герой Советского Союза (1943).

## Биография
Родился 9 февраля 1913 года в селе Турхановка (ныне — Бугурусланский район Оренбургской области). После окончания начальной школы работал сначала в отцовском хозяйстве, затем в колхозе. В 1935—1937 годах служил в Рабоче-крестьянской Красной Армии, овладел специальностью фельдшера-ветеринара. Демобилизовавшись, работал по специальности в межрайонной конторе «Заготскот».
В сентябре 1941 года Казаев вновь был призван на воинскую службу. С июля 1942 года — на фронтах Великой Отечественной войны. Принимал участие в боях на Воронежском и 1-м Украинском фронтах. Участвовал в боях под Воронежем, битве на Курской дуге, освобождении Украинской ССР. Был ранен. К сентябрю 1943 года старший сержант Иван Казаев командовал отделением 569-го стрелкового полка 161-й стрелковой дивизии 40-й армии Воронежского фронта. Отличился во время битвы за Днепр.
23 сентября 1943 года под вражеским огнём одним из первых переправился через Днепр в районе села Зарубинцы Каневского района Черкасской области Украинской ССР и вместе с бойцами своего отделения подавил огонь немецких огневых точек, а затем выбил противника из занимаемых им окопов на господствующей высоте. Следующим утром противник предпринял несколько контратак, но все они были успешно отбиты с большими для него потерями. Действия Казаева и его отделения способствовали успешной переправе на плацдарм всего полка.
Указом Президиума Верховного Совета СССР от 23 октября 1943 года за «образцовое выполнение боевых заданий командования на фронте борьбы с немецкими захватчиками и проявленные при этом мужество и героизм» старший сержант Иван Казаев был удостоен высокого звания Героя Советского Союза с вручением ордена Ленина и медали «Золотая Звезда» за номером 4510.
В одном из последующих боёв был тяжело ранен. Окончил танковую школу, стал механиком-водителем танка.
После окончания войны был демобилизован. Проживал в городе Бугуруслане Оренбургской области, работал ветеринаром. Занимался общественной деятельностью. Умер 13 мая 1991 года.
Был также награждён орденом Отечественной войны 1-й степени и рядом медалей.